# Забелин, Сергей Николаевич
Сергей Николаевич Забелин (род. 16 октября 1954) — российский машиностроитель, менеджер.
Технический директор машиностроительной компании Витязь, ранее возглавлял Ишимбайский завод транспортного машиностроения, Ишимбайский завод нефтепромыслового оборудования. Заслуженный машиностроитель Республики Башкортостан, лауреат премии Правительства РСФСР в области науки и техники.

## Биография
Сергей  Забелин окончил в 1977 году Уфимский авиационный институт по специальности инженер-механик.
В 1977—1980  годах — инженер Конструкторского бюро машиностроения, город Миасс Челябинской области.
Затем вернулся в Ишимбай, где работал: 1980—1998 годы — инженер-технолог, и. о. начальника металлургического бюро ОГТ, заместитель главного металлурга, и. о. главного металлурга, главный металлург, главный технолог, главный инженер Ишимбайского завода транспортного машиностроения, генеральный директор АО «Ишимбайтрансмаш»; 1998—2000 годы — заместитель директора по общим вопросам ООО «Техно-Центр»; с 2000 года — исполнительный директор, заместитель внешнего управляющего Ишимбайского завода нефтепромыслового оборудования, генеральный директор ОАО «Нефтемаш».